# A's de Brampton
Les A's de Brampton (Brampton A's), étaient une franchise de basket-ball située à Brampton, Ontario, qui faisaient partie de la Ligue nationale de basketball du Canada. Ils disputaient leurs rencontres à domicile au Centre Powerade.

## Histoire
Le 2 avril 2013, un groupe d'investisseurs a posé une candidature auprès de la Ligue nationale de basketball du Canada pour créer une équipe à Brampton (Ontario) pour la saison 2013-2014.